# 島村 (岐阜県不破郡)
島村（しまむら）は、かつて岐阜県不破郡にあった村である。
現在の大垣市島町などに該当する。

## 歴史
- 1889年（明治22年）7月1日 - 町村制により島村が発足。
- 1897年（明治30年）4月1日 - 綾戸村、長松村、十六村と合併し、荒崎村が発足。同日島村は廃止。